# Kim Heiduk
Kim Heiduk (Herrenberg, 3 de marzo de 2000) es un ciclista alemán que compite con el equipo INEOS Grenadiers.

## Biografía
Kim se unió al UCI Continental Team Lotto-Kern Haus para la temporada 2019. En abril de 2021 finalizó cuarto en la clasificación general del Vuelta a Rodas. Su primer éxito internacional llegó en mayo de 2021 al ganar el esprint masivo de la primera etapa del Tour de Eure y Loir. Perdió el liderato en la etapa final y terminó segundo en la general. En el subsiguiente campeonato de tres países en 2021, ganó el campeonato de Alemania sub-23 en un esprint.
A finales de 2021 firmó un contrato con el UCI WorldTeam INEOS Grenadiers para la temporada 2022.

## Palmarés
2021
- 1 etapa del Tour de Eure y Loir

2024
- 3.º en el Campeonato de Alemania en Ruta

## Resultados en Grandes Vueltas
| Carrera | Carrera         | 2019 | 2020 | 2021 | 2022 | 2023  | 2024  | 2025  |
| ------- | --------------- | ---- | ---- | ---- | ---- | ----- | ----- | ----- |
|         | Giro de Italia  | —    | —    | —    | —    | —     | ―     | 114.º |
|         | Tour de Francia | —    | —    | —    | —    | —     | ―     | —     |
|         | Vuelta a España | —    | —    | —    | —    | 139.º | 107.º | —     |

—: no participa
Ab.: abandono

## Equipos
- Team Lotto Kern-Haus (2019-2021)
- INEOS Grenadiers (2022-)